# Communauté de communes La Porte des Vallées
Die Communauté de communes La Porte des Vallées war ein französischer Gemeindeverband mit der Rechtsform einer Communauté de communes im Département Pas-de-Calais in der Region Hauts-de-France. Sie wurde am 12. Dezember 2012 gegründet und umfasste 31 Gemeinden. Der Verwaltungssitz befand sich im Ort Habarcq.

## Historische Entwicklung
Der Gemeindeverband entstand mit Wirkung vom 1. Januar 2013 durch die Fusion der Vorgängerorganisationen Communauté de communes des Vertes Vallées und der Communauté de communes du Val de Gy.
Am 1. Januar 2017 wurde der Gemeindeverband mit der Communauté de communes de l’Atrébatie und Teilen der Communauté de communes des Deux Sources zur neu gegründeten Communauté de communes des Campagnes de l’Artois zusammengelegt. Abweichend davon schlossen sich die Gemeinden Basseux, Boiry-Saint-Martin, Boiry-Sainte-Rictrude, Ficheux, Ransart und Rivière der Communauté urbaine d’Arras an.

## Ehemalige Mitgliedsgemeinden
1. Adinfer
2. Agnez-lès-Duisans
3. Bailleulmont
4. Bailleulval
5. Basseux
6. Berles-au-Bois
7. Berneville
8. Blairville
9. Boiry-Sainte-Rictrude
10. Boiry-Saint-Martin
11. La Cauchie
12. Duisans
13. Ficheux
14. Fosseux
15. Gouves
16. Gouy-en-Artois
17. Habarcq
18. Haute-Avesnes
19. Hauteville
20. Hendecourt-lès-Ransart
21. La Herlière
22. Lattre-Saint-Quentin
23. Monchiet
24. Monchy-au-Bois
25. Montenescourt
26. Noyellette
27. Ransart
28. Rivière
29. Simencourt
30. Wanquetin
31. Warlus